# Polnička
Polnička är en ort i Tjeckien.   Den ligger i regionen Vysočina, i den centrala delen av landet, 120 km sydost om huvudstaden Prag. Polnička ligger 586 meter över havet och antalet invånare är 618.
Terrängen runt Polnička är platt åt sydväst, men åt nordost är den kuperad. Runt Polnička är det tätbefolkat, med 591 invånare per kvadratkilometer. Närmaste större samhälle är Žďár nad Sázavou Druhy, 2,5 km sydost om Polnička. Runt Polnička är det i huvudsak tätbebyggt.